# 이승훈 (1864년)
이승훈(李昇薰, 1864년 3월 25일 ~ 1930년 5월 9일)은 한국의 독립운동가이자 교육자이다.
본관은 여주. 아명은 승일(昇日), 본명은 인환(寅煥), 호는 남강(南岡)이다.

## 생애
남강 이승훈은 1864년 3월 25일 평안북도 정주군에서 출생하였다. 빈한한 민중으로 태어나 어릴 때 부모를 여의고 16세에 유기상 곧 놋그릇 가게의 노동자가 되왔다. 10여 년 동안 유기 곧 놋그릇 행상(놋그릇을 가지고 다니면서 장사하는 상인)과 공장 경영 등으로 많은 재산을 모아 국내 굴지의 대실업가로 성장하였다.(평양 자기회사, 태극서관)
이승훈은 뛰어난 사업가로서 공장경영방법을 개선하여 노동환경을 일신하였고, 노동자의 신분이나 계급에 구애됨이 없이 평등하게 그들을 대접하여 노동자들의 생산능률은 향상되고 품질도 좋아져 사업이 날로 번창하였다. 국제무역회사를 세워 세계무대로 진출할 계획을 가지고 한국 최초의 국제투자를 시도하였는데, 1904년 러일 전쟁의 발발로 파산하였다.
1905년(광무 8년) 을사조약 체결로 정세가 뒤숭숭하던 시기에 평양, 만민공동회에서 안창호의 연설을 듣고 감명을 받았다. 이로서 이승훈은 40대 나이에 사회 운동에 뛰어들어 교육 사업을 시작했으며 한평생 독립운동과 민족의 교육을 위해 헌신 봉사했다. 강명의숙(講明義塾)과 오산학교(五山學校)를 세워서 인재 양성에 힘썼고, 신민회에도 가입하여 활동했다. 1910년 장로교 신자가 되었으며, 1916년 장로로 선출 될 정도로 성실한 신자가 되었다. 오산학교는 안창호의 대성학교와 함께 이 지역 민족주의 교육의 두 축이 되었다.
1922년 이상재, 윤치호, 김병로, 김성수 등과 함께 주동이 되고 발기인 1,170 명을 확보하여 민립대학 기성회를 출범시키고 모금활동을 했다. 그러나 일제 당국의 탄압으로 실패하고 말았다.
그러나 이와 같은 민족주의적 활동으로 일본이 경계하기기에 이르렀고, 1911년 105인 사건으로 평안도 지역의 기독교 계열, 신민회 인사들과 함께 한꺼번에 체포되었다. 용산을 출발하던 경의선 열차에 탑승할 때 변장을 하고 여행하였으나, 동료 김구, 양기탁, 윤치호, 옥관빈, 이동휘 등 동료 신민회 회원들이 일본 경찰에 줄줄이 체포되어 강제로 하차당하는 것을 보고, 신문을 보던 그는 신문으로 얼굴을 가린 뒤 창밖을 쳐다보며 눈물을 흘렸다.
그런데 창밖을 보며 눈물흘리는 것을 이상하게 생각한 총독부의 일본 경찰은 변복하고 신문을 읽던 장년 남성이 이승훈임을 알아보고 바로 체포했다. 105인 사건이 적발될 당시 그는 이미 이전의 안악사건으로 제주도에 유배되어 있던 상황이었으나, 서울에서 검거되자 법원으로 압송, 이 사건의 주모자로 징역 6년형을 선고받았다.
1919년 3·1 운동 때에는 불교, 천도교와 더불어 기독교인으로서 조선의 종교계를 대표하는 민족대표 33인에 참가하였으며, 체포되어 징역 3년형을 언도 받았다. 이승훈 선생이 설립한 오산학교도 교원들이 모두 검거되고, 민족교육의 온상인 오산학교와 교회가 불타는 탄압을 면하지 못했으나, 조만식, 유승모, 박우병, 장지영, 백봉제, 현상윤 등의 노력으로 1919년 7월 학교를 재건하였다.
1922년 가출옥한 이승훈은 용동에 자면회를 세우고 1천여평의 땅을 기증하여 공동경작제를 실시하였으며 오산학교 경영에 심혈을 기울였다. 또한 이상재, 유진태와 함께 조선교육협회를 설립하고, 자신이 교장과 이사장을 지내며 분신처럼 생각했던 오산학교를 중심으로 교육 사업을 계속했다.
학교를 운영하며 실력양성론을 주창했고 그의 영향을 받은 조만식을 영입해서 교사로 삼기도 했다. 그는 조만식에게 학교의 경영권을 물려주려 하였으나 조선총독부 당국의 방해로 실패했다. 그의 오산학교에서는 류영모, 함석헌 등 수많은 인재들을 배출하였다.
1930년 사망하면서 경성제국대학에 시신 기증을 약속했다. 당시로서는 드물게 시신을 교육용으로 기증한다는 유언을 남겼으나, 일제의 방해로 실행되지 못한 채 장례식이 거행되었다.